# Berit Backer
Berit Backer, född 3 augusti 1947, död (mördad) 7 mars 1993, var en norsk socialantropolog och kännare av albansk kultur.

## Biografi
Backer växte upp i Kirkenes i norra Norge och flyttade flera gånger. Hon gick grundskola på Nansenskolan i Lillehammer. Som ung skickades hon till kommunistiska pionjärläger. Hennes första besök i det socialistiska Albanien skedde 1969. Hon studerade vid universitetet i Bergen och vid universitetet i Oslo på 1960- respektive 1970-talen. Under de följande åren läste hon statistik, socialantropologi, filosofi och sociologi. Hon avlade masterexamen 1979 vid sistnämnda universitet med avhandlingen Behind Stone Walls: Changing Household Organization Among the Albanians of Kosovo (Peja 2003). Hon var forskare vid PRIO 1978-1982 där hon specialiserade sig på den albanska befolkningen i Jugoslavien och Albanien och var handläggare vid Utlendingsdirektoratet.
Hon var en av de första från utlandet att bedriva socialantropologisk forskning i Kosovo, vilket utmynnade i ovannämnda avhandling som beskriver traditionellt albanskt byliv i Isniqi i Peja i västra Kosovo. Den finns översatt till albanska som Ndryshimi i organizimit të familjes ndër Shqiptarët e Kosovës. Hon är medförfattare till böckerna Albanerne i Jugoslavia och Albanske tradisjoner. Hon gav också ut rapporter, bland annat Slik er våre skikker : albanske innvandreres møte med Norge : sammendrag av forskningsrapporten.
Hon är fortfarande ihågkommen i Kosovo för sitt stöd för kosovoalbanska flyktingar under Kosovokriget som människorättsaktivist i Human Rights Watch.
Vi bär inte slöja längre, en film i samproduktion med Ann Christine Eek (svensk fotograf), visades på SVT, Yle och NRK. 1991 deltog hon också i en annan dokumentär, The Albanians of Rrogam.
Jon Halliday, som skrev Enver Hoxhas memoarer, kallade henne för ”en sann albanienexpert”.
2018 tilldelades hon postumt Jubileumsmedaljen av Kosovos president Hashim Thaçi. President Thaçi sa att ”antropologen Berit Becker var en av de första rösterna som talade högljutt om albanernas förnekade rättigheter i Kosovo”.

### Antropologiska studier
Backer var en av de första utlänningarna som utförde antropologiskt forskningsarbete i Albanien. Hon blev mycket populär bland albanska aktivister för sitt engagemang och omfattande arbetsinsatser. Hon kunde inte besöka Albanien och reste därför till Kosovo 1974–1975. I april 1979 lämnade hon in en masteruppsats  till Institutet för socialantropologi vid Universitetet i Oslo. År 1982 publicerade hon en studie av självförsörjningskulturen i Albanien. På den tiden var Albanien det enda landet i världen utan några skulder. År 1990 arbetade Ann Christine Eek(no), en fotograf vid University of Etnografisk Museum i Oslo, tillsammans med Backer på en utställning av albansk kultur 1990 och producerade en bok med titeln "Albanske tradisjoner" publicerad 1991. Mellan 1975 och 2007 gjorde Eek resor till före detta Jugoslavien tillsammans med Backer för att studera byarnas lantliga liv. Projektet fick avslutas av Eek ensam efter mordet på Backer. År 1992 deltog Backer i en dokumentärfilm med titeln "Albanerna från Rrogam" i Rrogam och Thethi, Albanien, där hon träffade bybor som väntade på att regeringstjänstemän skulle besluta om privatisering av jordbruksmark efter kommunismens fall. Backer menade i sina studier att de gamla albanska old legal rättigheterna att besluta i familjeärenden och fejder utan statlig inblandning var en egenskap som hade gjort det möjligt för albaner i Kosovo att överleva jugoslaviskt förtryck. Hon skriver också att landsbygdsidealet för en man i byn Isniq inte var någon som lätt blev kär, eftersom detta var ett tecken på opålitlighet och omognad, utan snarare någon som kunde hålla kvinnor på avstånd. Backer uppgav att det 1975 fanns fler albanska flickor i skolan än pojkar och att den ekonomiska kraschen 1981 tvingade kvinnor att vara beroende av sina män. Hon skrev även att nuse (brud) inte rör sig fritt i huset hon kommer till förrän flera år senare.

## Död
Backer knivhöggs till döds den 7 mars 1993 i Norge av en 29-årig asylsökande kosovoalbansk man som led av paranoia. Rättegången vid Oslo tingsrätt kom fram till att gärningsmannen var mentalt instabil och dömdes till fem års förebyggande frihetsberövande inom psykiatriska sjukvården. Han fick medborgarskap 2001. Enligt fotografen Per Erik Åström, som hade haft ett förhållande med Berit, hade gärningsmannen mördat Berit i hennes hem som ett resultat av hennes arbete med abortlagstiftning för albanska migrantkvinnor i Norge. Enligt polisförhöret hade han blivit djupt kränkt av hennes, vad han ansåg, omoraliska förslag och att det var hans plikt att utdöma ett straff. Polisen hittade gärningsmannens kropp 2013 i en sjö.

### Familj
Berit Backer var dotter till krigsfotografen Ole Friele Backer och arkitekten Ina Backer samt dotterdotter till konteramiralen Edvard Christian Danielsen.